# Еропкино (Липецкая область)
Еро́пкино - деревня Кудрявщинского сельсовета Данковского района Липецкой области. 

## История
Возникло во второй половине XVII века, упоминается в документах 1676 года. Основано стольником А.П. Еропкиным, фамилия которого осталась в названии.
Деревянная церковь Казанской Пресвятой Богородицы упоминается в окладных книгах 1676 года, где при той церкви показано церковной земли 20 четвертей в поле, сенных покосов на 20 копен; в приходе кроме двора попова, дьячкова, пономарёва и просвирницы, 38 дворов. Под 1734 год значится 126 дворов, а в 1755 году – 216. 
Вместо деревянной ветхой, каменная церковь начата постройкой помещиком Михаилом Алексеевичем Еропкиным, по указу, данному 19 мая 1772 года. На построение при ней придела Дмитриевского дана была храмозданная грамота 27 ноября 1779 года, а храмосвятная – 16 декабря 1780 года; на освящение же настоящей Казанской церкви благословенная грамота дана 27 сентября 1782 года за №2415. 
Построение каменной же колокольни начато помещиком Ошаниным 12 июля 1821 года, но за смертью строителя остановилась; вновь начата в 1860 году, и окончена была в 1862 году. Придельная церковь в 1861 году была значительно распространена, а в 1867 году вокруг церкви устроена каменная ограда.
В XIX — начале XX века село являлось центром Еропкинской волости Данковского уезда Рязанской губернии. В 1906 году в селе было 56 дворов.
С 1928 года село являлось центром Еропкинского сельсовета Берёзовского района Козловского округа Центрально-Чернозёмной области, с 1954 года — в составе Липецкой области, с 1959 года — в составе Данковского района, с 2005 года — в составе Кудрявщинского сельсовета.

## Население
| 1859 | 1906 | 2010 |
| ---- | ---- | ---- |
| 140  | ↗371 | ↘165 |

## Достопримечательности
В селе расположена  действующая Церковь Казанской иконы Божией Матери (1782).